# タイラー郡 (テキサス州)
タイラー郡（タイラーぐん、英: Tyler County）は、アメリカ合衆国テキサス州の東部に位置する郡である。2010年国勢調査での人口は21,766人であり、2000年の20,871人から4.3%増加した。郡庁所在地はウッドビル町（人口2,586人）であり、同郡で人口最大の町でもある。郡名は第10代アメリカ合衆国大統領のジョン・タイラーに因んで名付けられた。
タイラーという都市はタイラー郡内には無く、約140マイル (220 km) 北のスミス郡の郡庁所在地である。

## 地理
アメリカ合衆国国勢調査局に拠れば、郡域全面積は936平方マイル (2,424 km2)であり、このうち陸地923平方マイル (2,391 km2)、水域は13平方マイル (34 km2)で水域率は1.37%である。

### 主要高規格道路
- アメリカ国道69号線
- アメリカ国道190号線
- アメリカ国道287号線

### 隣接する郡
- アンジェリーナ郡 - 北
- ジャスパー郡 - 東
- ハーディン郡 - 南
- ポーク郡 - 西

### 国立保護地域
- ビッグシケット国立保護区（部分）

## 人口動態
以下は2000年の国勢調査による人口統計データである。
| 基礎データ - 人口: 20,871人 - 世帯数: 7,775 世帯 - 家族数: 5,675 家族 - 人口密度: 9人/km2（23人/mi2） - 住居数: 10,419軒 - 住居密度: 4軒/km2（11軒/mi2） 人種別人口構成 - 白人: 84.0% - アフリカン・アメリカン: 12.0% - ネイティブ・アメリカン: 0.4% - アジア人: 0.2% - 太平洋諸島系: 0.02% - その他の人種: 2.5% - 混血: 1.1% - ヒスパニック・ラテン系: 3.6% 年齢別人口構成 - 18歳未満: 23.2% - 18-24歳: 8.0% - 25-44歳: 27.2% - 45-64歳: 23.8% - 65歳以上: 17.8% - 年齢の中央値: 39歳 - 性比（女性100人あたり男性の人口） - 総人口: 106.9 - 18歳以上: 108.2 | 世帯と家族（対世帯数） - 18歳未満の子供がいる: 29.7% - 結婚・同居している夫婦: 60.1% - 未婚・離婚・死別女性が世帯主: 10.0% - 非家族世帯: 27.0% - 単身世帯: 24.3% - 65歳以上の老人1人暮らし: 12.4% - 平均構成人数 - 世帯: 2.5人 - 家族: 2.9人 収入と家計 - 収入の中央値 - 世帯: 29,808米ドル - 家族: 35,195米ドル - 性別 - 男性: 31,797米ドル - 女性: 19,594米ドル - 人口1人あたり収入: 15,367米ドル - 貧困線以下 - 対人口: 15.8% - 対家族数: 12.6% - 18歳未満: 21.0% - 65歳以上: 10.1% |

## 都市と町
- チェスター
- コルメスニール
- アイバンホー
- アイバンホーノース
- ウッドビルt2,586 - 郡庁所在地

### 未編入の町
- ドゥーセット
- フレッド
- ヒリスター
- スパーガー
- ウォーレン